# Governatorato del Mar Nero
Il governatorato di Černomore o governatorato del Mar Nero (in russo Черноморская губерния?, Černomorskaja gubernija) è una delle divisioni territoriali dell'Impero russo nel Caucaso, nella sua parte più occidentale, posta tra la costa orientale del Mar Nero e la cordigliera caucasica, stabilita nel 1896 e terminata nel 1918, con il suo centro principale amministrativo nella cittadina di Novorossijsk.
Nell'anno 1896 era parte integrante dell'Oblast' del Kuban' del quale faceva parte come Okrug di Černomore.
Il governatorato di Černomore aveva la minor estensione dell'Impero russo, con 7.346 km² (pari a 6.455 verste).